# Leichtathletik-Weltmeisterschaften 2001/4 × 400 m der Männer
Die 4-mal-400-Meter-Staffel der Männer bei den Leichtathletik-Weltmeisterschaften 2001 wurde am 11. und 12. August 2001 im Commonwealth Stadium der kanadischen Stadt Edmonton ausgetragen.
Weltmeister wurde Bahamas in der Besetzung Avard Moncur, Chris Brown (Finale), Troy McIntosh und Timothy Munnings sowie dem im Vorlauf außerdem eingesetzten Carl Oliver.

Den zweiten Platz belegte Jamaika mit Brandon Simpson, Christopher Williams (Finale), Gregory Haughton (Finale) und Danny McFarlane sowie den im Vorlauf außerdem eingesetzten Michael Blackwood und Mario Watts.

Bronze ging an Polen in der Besetzung Rafał Wieruszewski, Piotr Haczek, Piotr Długosielski (Finale) und Piotr Rysiukiewicz sowie dem im Vorlauf außerdem eingesetzten Jacek Bocian.
Auch die nur im Vorlauf eingesetzten Läufer erhielten entsprechendes Edelmetall. Rekorde standen dagegen nur den tatsächlich laufenden Athleten zu.

## Bestehende Rekorde
| Weltrekord | 2:54,29 min | USA (Andrew Valmon, Quincy Watts, Harry Reynolds, Michael Johnson) | WM 1993 in Stuttgart, Deutschland | 22. August 1993 |
| WM-Rekord  | 2:54,29 min | USA (Andrew Valmon, Quincy Watts, Harry Reynolds, Michael Johnson) | WM 1993 in Stuttgart, Deutschland | 22. August 1993 |

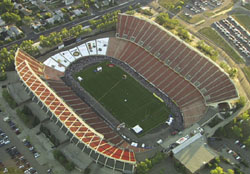
Das Commonwealth Stadium von Edmonton im Jahr 2005

Der bestehende WM-Rekord wurde bei diesen Weltmeisterschaften nicht eingestellt und nicht verbessert.
Sechs Staffeln stellten nationale Rekorde auf:
- 3:01,42 min – Spanien (Eduardo Iván Rodríguez, David Canal, Antonio Andrés, Antonio Manuel Reina), 1. Vorlauf, 11. August
- 3:02,35 min – Ukraine (Oleksandr Kajdasch, Andrij Twerdostup, Volodymyr Rybalka, Jewhen Sjukow), 3. Vorlauf, 11. August
- 3:03,19 min – Mexiko (Alejandro Cárdenas, Oscar Juanz, Roberto Carbaja, Juan Pedro Toledo), 3. Vorlauf, 11. August
- 3:04,22 min – Saudi-Arabien (Hamdan al-Bishi, Hamed Hamadan al-Bishi, Belal al-Housah, Hadi Soua’an al-Somaily), 3. Vorlauf, 11. August
- 3:04,26 min – Irland (Robert Daly, Tom Comyns, Paul McKee, Tomas Coman), 3. Vorlauf, 11. August
- 2:58,19 min – Bahamas (Avard Moncur, Chris Brown, Troy McIntosh, Timothy Munnings), Finale, 12. August

## Vorrunde
Die Vorrunde wurde in drei Läufen durchgeführt. Die ersten beiden Staffeln pro Lauf – hellblau unterlegt – sowie die darüber hinaus vier zeitschnellsten Teams – hellgrün unterlegt – qualifizierten sich für das Halbfinale.

### Doping
Dieser Wettbewerb war von zwei Dopingfällen, aufgetreten in der US-amerikanischen Staffel, überschattet.
Das US-amerikanische Team hatte das Ziel zunächst in 2:57,54 min als erste erreicht. Wegen der Verwicklung Antonio Pettigrews in die BALCO-Affäre, der 2013 ein Geständnis zu seiner Dopingpraxis ablegte, wurde sie jedoch nachträglich disqualifiziert. Auch Pettigrews zweiter Rang über 400 Meter wurde annulliert. Ein weiteres des Dopings überführtes Mitglied dieser Staffel war Jerome Young, dem nach mehreren Verstößen unter anderem mit Erythropoetin 2004 zahlreiche Medaillen und Resultate – darunter auch von diesen Weltmeisterschaften – aberkannt wurden und der eine lebenslange Sperre bekam.
Benachteiligt waren in erster Linie zwei Mannschaften:
- Frankreich – Die Staffel hatte sich über ihre Zeit im zweiten Vorlauf eigentlich für die Finalteilnahme qualifiziert.
- Polen – Das Team erhielt seine Bronzemedaille erst mit jahrelanger Verspätung und konnte nicht an der Siegerehrung teilnehmen.

### Vorlauf 1
11. August 2001, 16:40 Uhr
| Platz | Staffel        | Besetzung                                                                | Zeit (s)                  |
| ----- | -------------- | ------------------------------------------------------------------------ | ------------------------- |
| 1     | Großbritannien | Mark Hylton (Vorlauf) Iwan Thomas Timothy Benjamin Mark Richardson       | 3:00,96                   |
| 2     | Deutschland    | Ingo Schultz Ruwen Faller Marc Alexander Scheer Lars Figura              | 3:01,33                   |
| 3     | Spanien        | Eduardo Iván Rodríguez David Canal Antonio Andrés Antonio Manuel Reina   | 3:01,42 NR                |
| 4     | Japan          | Kenji Tabata Jun Osakada Dai Tamesue Ryuji Muraki                        | 3:02,75                   |
| 5     | Schweden       | Johan Wissman Jimisola Laursen Mikael Jakobsson Magnus Aare              | 3:04,02                   |
| 6     | Kanada         | Shane Niemi Gary Reed Lawrence Ringwald Jean-Marie Louis                 | 3:04,87                   |
| DOP   | USA            | Jerome Young (Vorlauf) Andrew Pierce (Vorlauf) Leonard Byrd Derrick Brew | für das Finale zugelassen |

### Vorlauf 2
11. August 2001, 16:50 Uhr
| Platz | Staffel    | Besetzung                                                                             | Zeit (s)                                       |
| ----- | ---------- | ------------------------------------------------------------------------------------- | ---------------------------------------------- |
| 1     | Brasilien  | Claudinei da Silva (Vorlauf) Anderson Jorge dos Santos Flávio Godoy Sanderlei Parrela | 3:00,75                                        |
| 2     | Jamaika    | Michael Blackwood (Vorlauf) Brandon Simpson Mario Watts (Vorlauf) Danny McFarlane     | 3:00,97                                        |
| 3     | Frankreich | Marc Raquil Marc Foucan Philippe Bouche Stéphane Diagana                              | 3:01,65 eigentlich für das Finale qualifiziert |
| 4     | Russland   | Witali Ignatow Ruslan Maschtschenko Dmitri Golowastow Andrei Semjonow                 | 3:01,95                                        |
| 5     | Botswana   | Lulu Basinyi Otukile Lekote Johnson Kubisa California Molefe                          | 3:03,32                                        |
| 6     | Tschechien | Karel Bláha Radek Zachoval Štěpán Tesařík Jiří Mužík                                  | 3:04,27                                        |
| DNS   | Sri Lanka  | Rohan Pradeep Kumara Ranga Wimalawansa Prasanna Amarasekara Harijan Ratnayake         |                                                |

### Vorlauf 3
11. August 2001, 17:00 Uhr
| Platz | Staffel       | Besetzung                                                                      | Zeit (s)   |
| ----- | ------------- | ------------------------------------------------------------------------------ | ---------- |
| 1     | Bahamas       | Troy McIntosh Avard Moncur Carl Oliver (Vorlauf) Timothy Munnings              | 3:00,88    |
| 2     | Polen         | Rafał Wieruszewski Piotr Haczek Jacek Bocian (Vorlauf) Piotr Rysiukiewicz      | 3:01,32    |
| 3     | Südafrika     | Marcus La Grange Jopie van Oudtshoorn Alwyn Myburgh Arnaud Malherbe            | 3:01,70    |
| 4     | Ukraine       | Oleksandr Kajdasch Andrij Twerdostup Volodymyr Rybalka Jewhen Sjukow           | 3:02,35 NR |
| 5     | Mexiko        | Alejandro Cárdenas Oscar Juanz Roberto Carbajal Juan Pedro Toledo              | 3:03,19 NR |
| 6     | Saudi-Arabien | Hamdan al-Bishi Hamed Hamadan al-Bishi Belal al-Housah Hadi Soua’an al-Somaily | 3:04,22 NR |
| 7     | Irland        | Robert Daly Tom Comyns Paul McKee Tomas Coman                                  | 3:04,26 NR |
| 8     | Venezuela     | Dany Nuñez Simoncito Silvera Jonathan Palma William Hernández                  | 3:05,37    |

## Finale
12. August 2001, 16:20 Uhr
| Platz | Staffel        | Besetzung | Zeit (s)   |
| ----- | -------------- | --- | ---------- |
| 1     | Bahamas        | Avard Moncur Chris Brown (Finale) Troy McIntosh Timothy Munnings im Vorlauf außerdem: Carl Oliver                                          | 2:58,19 NR |
| 2     | Jamaika        | Brandon Simpson Christopher Williams (Finale) Gregory Haughton (Finale) Danny McFarlane im Vorlauf außerdem: Michael Blackwood Mario Watts | 2:58,39    |
| 3     | Polen          | Rafał Wieruszewski Piotr Haczek Piotr Długosielski (Finale) Piotr Rysiukiewicz im Vorlauf außerdem: Jacek Bocian                           | 2:59,71    |
| 4     | Brasilien      | Valdinei da Silva (Finale) Anderson Jorge dos Santos Flávio Godoy Sanderlei Parrela im Vorlauf außerdem: Claudinei da Silva                | 3;01,09    |
| 5     | Großbritannien | Iwan Thomas Jamie Baulch (Finale) Timothy Benjamin Mark Richardson im Vorlauf außerdem: Mark Hylton                                        | 3;01,26    |
| 6     | Spanien        | Eduardo Iván Rodríguez David Canal Antonio Andrés Antonio Manuel Reina                                                                     | 3;02,24    |
| 7     | Deutschland    | Marc Alexander Scheer Ruwen Faller Lars Figura Ingo Schultz                                                                                | 3;03,53    |
| DOP   | USA            | Leonard Byrd Antonio Pettigrew (Finale) Derrick Brew Angelo Taylor (Finale) im Vorlauf außerdem: Jerome Young Andrew Pierce                |            |